# Dauphin Royal (1668)
Pour les autres navires du même nom, voir Dauphin Royal.
Le Dauphin Royal est un navire de guerre de la Marine royale française en service de 1668 à 1698. C'est un vaisseau de ligne de premier rang portant 100 canons sur trois ponts.

## Caractéristiques
Il portait 100 canons sur ses trois ponts, ses gaillards et sa dunette :
- 26 canons de 36 livres ;
- 28 canons de 18 livres ;
- 28 canons de 8 livres ;
- 18 canons de 6 livres.

Le poids total d'une bordée était de 886 livres.
Affecté à la flotte du Levant, il en est le deuxième vaisseau le plus puissant, aussi lourdement armé que le vaisseau amiral, le Royal-Louis (qui est plus volumineux, avec 2 400 tx). Les autres vaisseaux de premier rang construits à Toulon au même moment comme le Spectre (1 600 tx), la Royale-Thérèse et le Lys (1 500 tx) portent de 76  à   80 canons.
Le Royal Dauphin bénéficie donc de plusieurs faveurs dû à sa taille et à son nom, tel qu'un armement composé uniquement de canons en bronze, ainsi qu'une décoration soignée.

## Histoire
Construit à l'arsenal de Toulon à partir de 1667 selon les plans du maître charpentier Pomet, la coque est lancée en 1668 avant d'être finalement armée en 1670 (faute d'assez de canons). Le vaisseau est baptisé en l'honneur du fils aîné du roi Louis XIV, le dauphin Louis.
Il prend part à la bataille du cap Béveziers en 1690, sous les ordres du vice-amiral Tourville. Retiré du service en 1698 ou 1699, il est démantelé en 1700.

## AutresDauphin Royal
Un deuxième Dauphin Royal est construit à Brest de 1735 à 1739 selon les plans de Joseph-Blaise Ollivier. C'est un vaisseau de deuxième rang long de 45,6 mètres, large de 12,6 m, avec un creux de 6 m, portant 70  à   74 canons (selon la période). Refondu de 1749 à 1751 à Brest par Jacques-Luc Coulomb, puis de 1768 à 1769 à Rochefort par Guillaume Clairain-Deslauriers, il est finalement condamné en 1783.
Une maquette d'un trois-ponts baptisé le Dauphin Royal se trouve au Musée de la marine de Rochefort, mais il ne représente pas un vaisseau ayant été construit. Cette maquette a été construite de 1751 à 1752 à des fins pédagogiques, baptisée en l'honneur de Louis de France, le fils aîné du roi Louis XV.
Un troisième Dauphin Royal  est lancé à Toulon en 1791 pour servir de nouveau vaisseau amiral à la flotte du Levant : il s'agit d'un des premiers vaisseaux de 118 canons de classe Commerce de Marseille. Il est vite rebaptisé le Sans-Culotte puis L'Orient, avant d'exploser lors de la bataille d'Aboukir (1798).